# UFA Fernsehproduktion

Logo der UFA Filmproduktion

Die UFA Fernsehproduktion/UFA Filmproduktion gehörte innerhalb Deutschlands zu den größten Unternehmen in der fiktionalen Film- und TV-Produktion. Die Produktionsfirma entwickelte und realisierte TV-Events, Reihen, Serien und Filme sowohl für private, als auch für öffentlich-rechtliche TV-Sender und arbeitete somit senderunabhängig. Im August 2013 wurde Teamworx im Zuge einer Umstrukturierung der UFA mit den UFA-Tochtergesellschaften Phoenix Film und TeamWorx zur neuen Firma UFA Fiction zusammengelegt.

## Unternehmenssitz
Die UFA Fernsehproduktion/UFA Filmproduktion hatte ihren Hauptsitz in Potsdam-Babelsberg und war mit zwei weiteren Niederlassungen auch in München und Leipzig vertreten. Sie war eines von acht Tochterunternehmen der ebenfalls in Potsdam ansässigen UFA Film & TV Produktion GmbH. Unter dem Dach der UFA Film & TV Produktion liefen alle deutschen Produktionen/Produktionsaktivitäten der FremantleMedia zusammen, die wiederum das weltweite Produktionsgeschäft der zu Bertelsmann gehörenden RTL Group betreibt.

## Produktionen
Die UFA Fernsehproduktion basierte im Wesentlichen auf zwei Säulen. Dies war zum einen der Bereich der TV-Events und Filme, den das Unternehmen kontinuierlich ausbaute und in dem zuletzt u. a. Produktionen wie 12 heißt: ich liebe Dich (MDR), Die schönsten Jahre (MDR), sowie der Zweiteiler Die Frau vom Checkpoint Charlie (MDR) zustande kamen. Auch für Reihen wie Bella Block, Ein starkes Team oder Rosamunde Pilcher wurden 90-Minüter generiert. Die zweite Säule der UFA Fernsehproduktion bildeten langlaufende Serien wie SOKO 5113 und SOKO Leipzig, für die ebenfalls anderthalb-stündige TV-Movies entstanden.
Die UFA Filmproduktion war hauptsächlich für die Produktion von Kinofilmen zuständig. Dazu gehörten z. B. Die Polizistin, ein Film der unter Regie von Andreas Dresen entstand und der mit dem Grimme-Preis mit Gold ausgezeichnet wurde. Auch die Adaption des Christoph Hein Romans Willenbrock (Deutscher Kamerapreis, Internationaler Literaturfilmpreis) oder die Literaturverfilmung Die Päpstin mit Johanna Wokalek und John Goodman, die in Ko-Produktion mit Constantin entstand, waren Projekte der UFA Filmproduktion.

## Geschichte

### Übernahme der Universum Film AG durch Bertelsmann
Am 1. Januar 1964 kaufte der Bertelsmann-Konzern sämtliche Aktien der Universum Film AG (Ufa) auf. Diese war erst in der Nachkriegszeit, 1956, neugegründet worden (siehe hierzu auch Geschichte der UFA), stand aber zu diesem Zeitpunkt praktisch vor dem Konkurs; 1961 war die Spielfilmproduktion sogar gänzlich eingestellt worden. 
Mit der Übernahme sollten folgende Gesellschaften und Abteilungen fortan unter dem Dach von Bertelsmann fortgeführt werden:
- Ufa International GmbH München,
- Wiener Bohème Verlag GmbH,
- Ufa-Ton-Verlag GmbH Berlin/München,
- Deutsche Wochenschau GmbH Hamburg und die selbständig arbeitenden Abteilungen,
- Ufa Werbefilm Berlin/Düsseldorf,
- Ufa Fernsehproduktion Berlin und
- Ufa Filmauswertung Berlin.

Die ruhende Ufa-Spielfilmproduktion sollte indes gänzlich eingestellt werden, denn laut Reinhard Mohn, dem Geschäftsführer von Bertelsmann, hatte der Konzern zunächst „kein Interesse“ an der Kinofilmproduktion. Kurze Zeit später erfolgte die Gründung einer Fernsehfilmproduktion. Darüber hinaus schuf Mohn das Playhouse Studio Reinhard Mohn, eine neue Tochterfirma, die sich der Suche nach neuen Stoffen und Inhalten für das Fernsehen widmen sollte. Die Aktivitäten des Playhouse Studios wurden jedoch schon im März 1964 wieder eingestellt und in die Bertelsmann-Ufa verlagert. Im Mai 1964 erwarb Bertelsmann zusätzlich zur bereits gekauften Universum Film AG die Aktienmehrheit an der Ufa-Theater AG. In den darauffolgenden Monaten und Jahren bemühte sich Bertelsmann daraufhin mehrfach in das Filmgeschäft einzusteigen. Zu diesem Zweck wurde unter anderem eine Zusammenarbeit mit der Constantin-Film GmbH München arrangiert, an der Bertelsmann im Juli 1965 fünfzig Prozent übernahm.

### Ausbau der Fernsehproduktion
Am 16. Dezember 1966 übernahm Werner Mietzner, zu diesem Zeitpunkt Geschäftsführer der Ufa-Fernsehproduktion, zusätzlich die Geschäftsführung der Bertelsmann-Fernsehproduktion. Im Zuge dessen wurde diese nach Berlin verlegt, um so eng wie möglich mit der Ufa-Fernsehproduktion zusammenzuarbeiten.
Damit verlagerte sich der Schwerpunkt von der Filmproduktion und vom Filmverleih zugunsten der Fernsehproduktion. 
Werner Mietzner war maßgeblich daran beteiligt, dass es zu einer „Renaissance der Ufa-Produktionen“ kam, indem er die Ufa-Fernsehproduktion nach und nach ausbaute, wobei von Beginn an auch das ZDF eine wichtige Rolle spielte. Neben der Auswertung alter Ufa-Filme entwickelte Werner Mietzner bis 1991 knapp 300 Fernsehproduktionen, darunter Filme wie
- Berliner Antigone (mit Donata Höffer, Goldener Bildschirm 1968),
- Der König und sein Narr (mit Götz George und Wolfgang Kieling, 1980)
- Der Snob (mit Klaus-Maria Brandauer und Hans-Christian Blech, 1983)
- Der Leibwächter (mit Franz Xaver Kroetz, Grimme-Preis 1989) und
- Das Haus am Watt (mit Gudrun Landgrebe und Hannes Jaenicke, 1989),

sowie Mehrteiler wie
- Die schöne Wilhelmine (mit Anja Kruse, 1983),
- Die Kaltenbach-Papiere (mit Gudrun Landgrebe und Mario Adorf, 1990)

und Serien wie 
- Detektivbüro Roth (mit Manfred Krug und Horst Löwitsch, 1983)
- Der Hausgeist (mit Susanne Uhlen und Ursela Monn, 1990),
- Die Seiltänzer,
- Vera und Babs und
- Lukas und Sohn.[3]

Noch unter der Leitung von Werner Mietzner versuchte die Ufa-Fernsehproduktion neben dem ZDF auch mit allen anderen öffentlich-rechtlichen und privaten Sendern Geschäftsbeziehungen aufzubauen. Beispielhaft sei hier die Produktion „Ufa – Januskopf des deutschen Films“ genannt, die zum 50. Ufa-Firmenjubiläum für den SFB entwickelt und gedreht wurde.

### Kooperationen mit ostdeutschen Künstlern
In den 1970er Jahren gelang es Werner Mietzner trotz der „schwierigen politischen Lage im geteilten Deutschland (..) sehr gute Kontakte zum ostdeutschen Film und Fernsehen“ aufzubauen. Norbert Sauer, der 1978 zur Ufa kam, intensivierte diese später und bemühte sich so unter anderem um Kontakte zu „Künstlern der DDR, die bei der DEFA in der ‚Nach-Biermann-Ära‘ mit Auftritts- und Berufsverbot belegt worden waren“. Ein Projekt, das auf diesem Wege realisiert werden konnte, war beispielsweise der Film Die zweite Haut mit Angelica Domröse und Hilmar Thate in den Hauptrollen. Etliche weitere Filme mit ostdeutschen Künstlern verhalfen der Ufa-Fernsehproduktion schließlich auch zu Aufträgen für den WDR, den SWR (damals noch SWF) und den BR, womit die starke Partnerschaft mit dem ZDF auf die ARD ausgeweitet werden konnte.

### Gründung der UFA Filmproduktion
Im Jahr 1982 engagierte Mietzner den Kabarettisten und Schauspieler Dieter Hallervorden für den ersten Kinofilm der Ufa seit der Übernahme durch den Bertelsmann-Konzern. Im Zuge dessen wurde eigens für diese „Film-Comedy-Produktion“ die UFA Filmproduktion ins Leben gerufen. Auf den ersten folgten noch sechs weitere Kinofilme mit Hallervorden.
Hatte die UFA-Fernsehproduktion bis zum Ende der 1970er Jahre bei Bertelsmann eher ein „Schattendasein“ gefristet, so führte die zunehmende Bedeutung des privaten Rundfunks Anfang der 1980er dazu, dass sich die Ufa immer mehr etablieren konnte.

### Auflösung
Im August 2013 ging die UFA Fernsehproduktion in der neuen UFA Fiction auf.